# Santosia
Santosia, monotipski rod glavočika iz podtribusa Critoniinae, dio tribusa Eupatorieae. Jedina vrsta je S. talmoniis, brazilski endem iz Bahije

## Opis
Rod Santosia uključuje jednu vrstu koja je drvenasta loza i javlja se u ograničenom području južne Bahije u Brazilu. Iako habitusom podsjeća na Mikaniju, u reproduktivnim strukturama sličan je Koanophyllonu, od kojeg se razlikuje po dugim, golim režnjevima vjenčića..

## Sinonimi
- Eupatorium pseudolaeve Soar.Nunes; Bradea 3: 130(-131) (1981)